# The Dominion Bank
The Dominion Bank era um banco canadense fundado em 1869 e sediado em Toronto, Ontário. Em 1 de fevereiro de 1955, fundiu-se com o Bank of Toronto para formar o Toronto-Dominion Bank.

## História

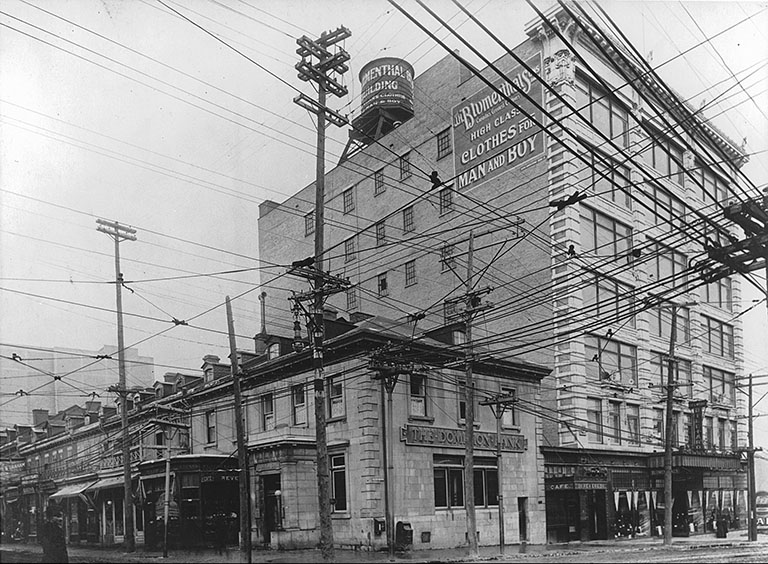
Agência do Dominion Bank em Montreal, por volta de 1915.

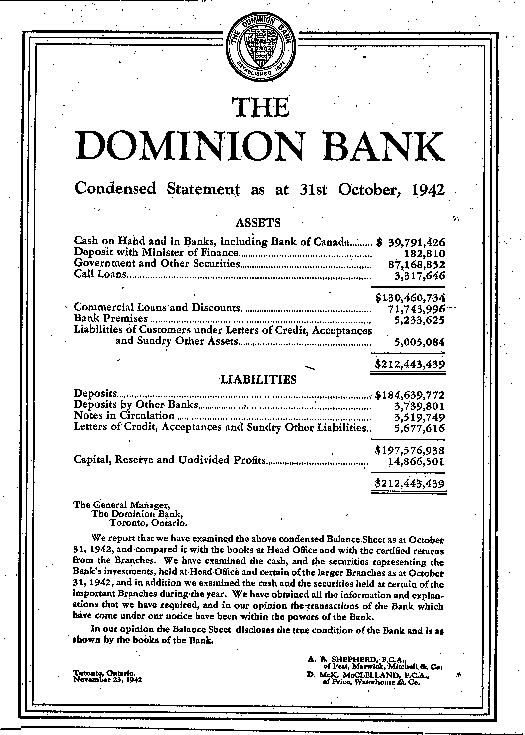
Demonstração consolidada do banco para o ano de 1942.

Em 1871, o Dominion Bank foi lançado por empresários e profissionais sob a liderança de James Austin, com a abertura de sua primeira filial na King Street, em Toronto, Ontário. Eles se dedicaram a criar uma nova instituição "conducente à prosperidade geral dessa seção do país". O Dominion Bank era uma instituição cautelosa, “selecionando cuidadosamente seus clientes, atendendo-os bem e prosperando com eles” (nas palavras da história oficial). Também criou uma rede de agências e, em 1872, tornou-se o primeiro banco canadense a ter duas agências em uma cidade - Toronto.
Com o amadurecimento da economia canadense e a abertura do norte de Ontário e do Ocidente nas décadas de 1880 e 1890, os bancos tornaram-se mais agressivos em empréstimos a indústrias de recursos, serviços públicos e manufatura. Em 1897, o Dominion Bank abriu sua primeira agência ocidental em Winnipeg. Na primeira década do século XX, o banco expandiu rapidamente suas redes de agências no centro do Canadá e no oeste.
Para marcar sua ascensão como uma importante instituição nacional, o Dominion Bank mudou-se para um escritório central na King and Yonge Street em 1879.
A Primeira Guerra Mundial trouxe novos desafios para o banco quando foram chamados a financiar gastos de guerra e a apoiar a inovação de títulos de guerra comercializados para o público em geral. Metade do pessoal do banco serviu nas forças armadas.
Exceto por alguma contração nas províncias ocidentais devido à seca, a década seguinte à guerra foi de expansão e aumento da lucratividade devido ao desenvolvimento de recursos e à expansão industrial. Ambos os bancos resistiram à tempestade da Grande Depressão nos anos 30 sem grandes dificuldades, apesar do declínio nos lucros. Como todos os bancos canadenses, eles sofreram críticas a suas políticas de crédito e resistiram à introdução de um banco central para controlar o suprimento de dinheiro e aconselhar sobre política fiscal . Por fim, o Banco do Canadá foi estabelecido e os bancos renunciaram ao seu direito de emitir sua própria moeda.
A chegada da Segunda Guerra Mundial envolveu os bancos, mais uma vez, na comercialização de títulos de guerra e na participação no controle de câmbio, racionamento e outras medidas financeiras de guerra. Aproximadamente 500 funcionários, ou quase metade do total, entraram nas forças armadas.
O Dominion Bank emergiu da guerra em 1945, mais forte do que nunca, com ativos mais que dobrando desde 1939. Com o boom do pós-guerra, eles se tornaram mais ativos nos empréstimos às empresas e na penetração de novos mercados. No entanto, eles rapidamente perceberam que os custos de expansão e competição com rivais muito maiores dificultavam seus objetivos. O banco havia se envolvido em aquisições ou fusões para crescer, mas determinou que uma união com um banco de tamanho igual a colocaria em uma posição muito mais forte para aproveitar as oportunidades da economia do pós-guerra.

## Amalgamação
Em 1954, começaram as negociações entre o Bank of Toronto e o Banco Dominion e, até o final do ano, foi alcançado um acordo de fusão. Em seu comunicado ao Ministro das Finanças, os bancos declararam: “É mais oneroso para um pequeno banco acompanhar o desenvolvimento de nosso país do que para um grande banco, com o resultado de que o crescimento efetivo e a influência comparativa de bancos menores provavelmente cairá no futuro em comparação com o dos bancos maiores."
Em 1º de novembro de 1954, o ministro das Finanças do Canadá anunciou que a fusão foi aceita e os acionistas foram solicitados a aprovar. Isso ocorreu em dezembro e, em 1º de fevereiro de 1955, o Bank of Toronto e o Dominion Bank se tornaram o Toronto-Dominion Bank.

## Presidentes
- James Austin, 1871-1897
- Sir Frank Smith, 1897-1901
- Sir Edmund Osler, 1901-1924
- Sir Augustus Nanton, 1924-1925
- Albert W. Austin, 1925-1933
- Clarence A. Bogert, 1933-1948
- CH Carlisle, 1934-1948[4]
- Robert Rae - 1948

## Arquitetura

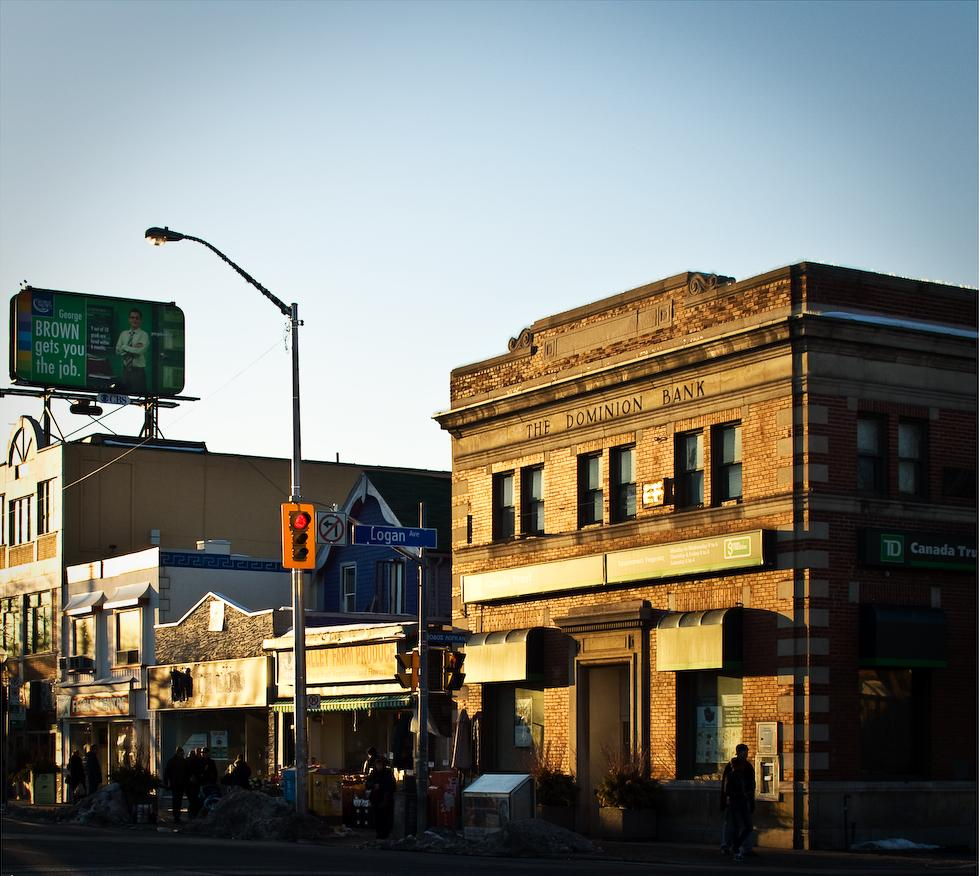
Edifício do The Dominion Bank, projetado por John M. Lyle e construído em 1914, onde hoje funciona uma agência do TD Canada Trust. Fica na esquina das avenidas Logan e Danforth, em Toronto.

O edifício Dominion (Toronto-Dominion) Bank em Calgary, Alberta, construído em 1911, está no Registro de Lugares Históricos do Canadá. O Dominion Bank Building em Winnipeg, Manitoba, construído em 1907, está no Registro de Lugares Históricos do Canadá.
John M. Lyle foi o arquiteto do Dominion Bank (e do Bank of Toronto) em muitas filiais em Toronto e em Ontário entre 1911 e 1939.